# Enoploctenus luteovittatus
Espèce
Synonymes
- Caloctenus luteovittatus Simon, 1898

Enoploctenus luteovittatus est une espèce d'araignées aranéomorphes de la famille des Ctenidae.

## Distribution
Cette espèce est endémique de l'île de Saint-Vincent à Saint-Vincent-et-les-Grenadines.

## Description
La femelle holotype mesure 13 mm.

## Publication originale
- Simon, 1898 : On the spiders of the island of St Vincent. III. Proceedings of the Zoological Society of London, vol. 1897, p. 860-890 (texte intégral).